# Antipasto

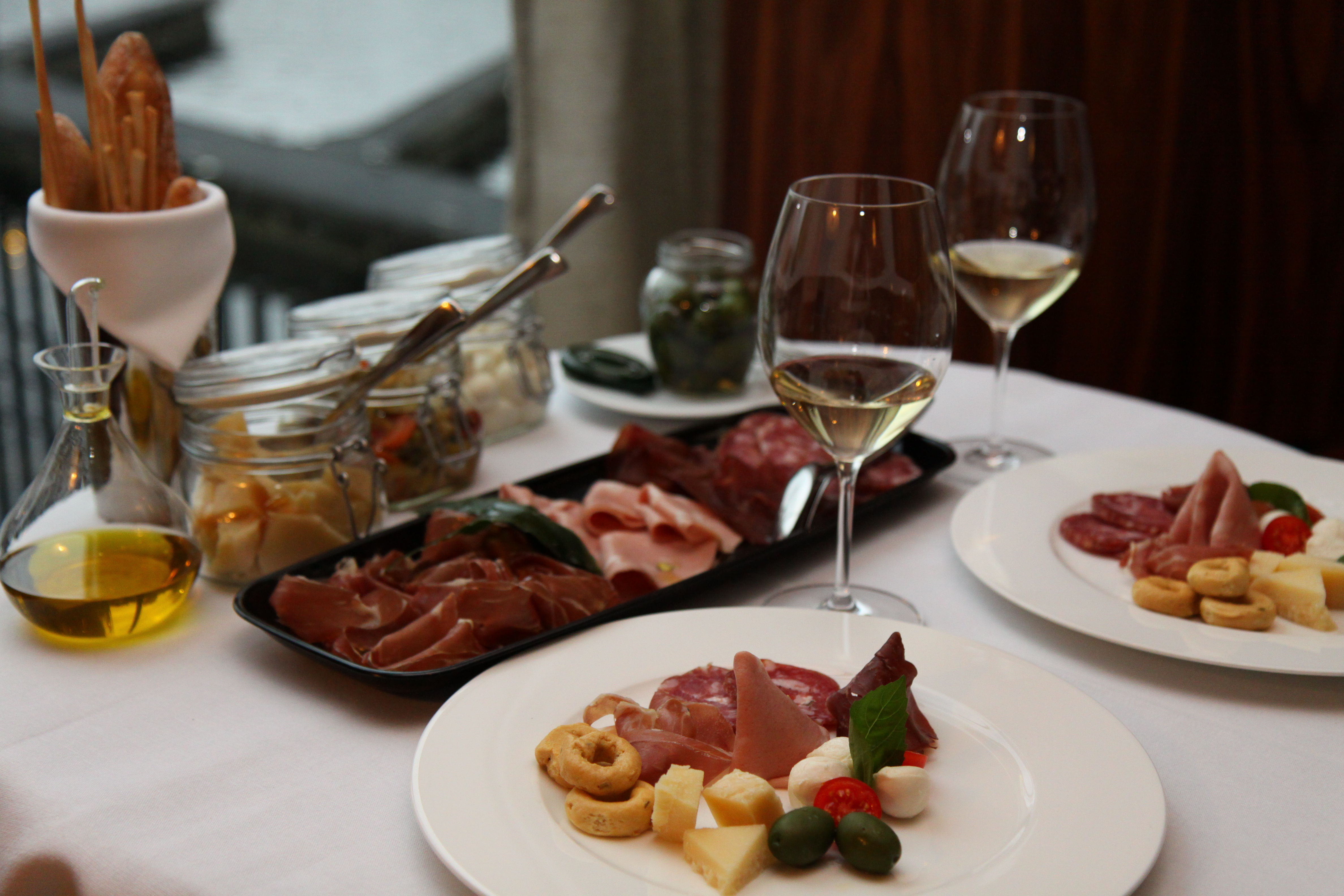
Taula amb diversos tipus d'antipasto

L'antipasto (en italià «abans del plat principal»; plural: antipasti) és un tipus d'entrant propi de la gastronomia italiana. L'antipasto consisteix en un aperitiu servit abans de menjar els altres plats (primo piatto, secondo piatto y dolce), que pot prendre's fred, com caponata, però d'altres, com el frico, o el supplì, que es prenen calents. Pot incloure des de les especialitats més elaborades del xef fins tan senzilles com olives, affetati (rodanxes de salami), marisc divers, carxofes, cunys de frittata, etc. L'objectiu de l'antipasto és obrir la gana abans del menjar, sense saturar els sentits.

## Etimologia
El nom s'associa a la paraula italiana pasto, «menjar» i el prefix llatí ant «davant de», «previ». Del llatí pastus = «menjar» (en el sentit d'«aliment»), del verb pascere = «alimentar».

## Característiques
Els antipasti poden incloure tant elements carnis com de verdures, estant per regla general elements freds. Els elements carnis, tallats a rodanxes, inclouen per exemple el prosciutto (pernil) de Parma, carns fredes i embotits, etc. En temporada de primavera s'inclouen amanides de petites dimensions, de vegades confitats en vinagre. L'antipasto típic acostuma a estar constituït per cogombrets, cebetes, pebrots de morro de bou i botarga, macerades en una barreja de vinagre i salmorra. De vegades s'inclou fruita, com pot ser meló o figues, o una fondue piamontesa (verdures crues acompanyades amb salses i formatge fos). És freqüent que els antipasti se serveixin amb bastonets de pa salat.